# Marokkos flag
Marokkos flag er et rødt flag med et grøn pentagram i midten. Størrelsesforholdet er 2:3. Skønt dagens flag blev taget i brug ved Marokkos uafhængighed fra Frankrig i 1956, har det også en langt ældre historie. 
Frem til midten af 1600-tallet havde Marokko et helt hvidt flag, men under Alaouitedynastiet blev farven ændret til dyb rød, som er symbolet på profeten Muhammeds efterkommere. Det ensfarvede flag forblev uforandret til begyndelsen af det franske protektorat. I denne periode skabte rødfarvede flag en del forvirring, eftersom de nye kommuniststater også valgte rødt som hovedfarve på sine flag. Det blev derfor bestemt at nationalflaget skulle bære en grøn sekstakket stjerne i midten. Denne stjerne blev i 1915 ændret til en femtakket stjerne. Der er nogen usikkerhed hvorfor denne ændring fandt sted, men den gængse opfattelse er, at de fem takker på stjernen repræsenterer de fem søjler som islam bygger på, hvorimod den sekstakkede stjerne kunne forveksles med den jødiske Davidsstjerne.
Under det franske protektorat (1919-46) førte Marokko et koffardiflag baseret på den røde dug med det grønne pentagram, med den franske tricolore indsat i kantonen. I den spanske zone blev der i årene 1937-56 ført et helt andet koffardiflag. Dugen var også i dette flag rød, men pentagrammet var hvidt og sat i et grønt felt i kantonen. Disse flag forsvandt ved Marokkos uafhængighed i 1956. 

## Koffardi- og orlogsflag
Marokkos koffardiflag og orlogsflag er begge varianter af nationalflaget. Koffardiflaget har en gul krone i øvre hjørne ved stangen, mens orlogsflaget har fire gule kroner, en i hvert hjørne.

## Kongeflag
Marokkos kongeflag er en kvadratisk grøn dug med det kongelige våben i midten.

### Historiske flag
- Alaouite-dynastiet, 1666–1915
- Rifrepublikken (1921–1926)
- Tangers internationale zone (1923–1956)
- Fransk Marokkos koffardiflag (1912–1955)
- Spansk Marokkos koffardiflag (1912–1956)